# ریچل ویلیامز (بازیکن فوتبال)
راشل ویلیامز (انگلیسی: Rachel Williams (footballer)؛ زادهٔ ۱۰ ژانویهٔ ۱۹۸۸) یک بازیکن فوتبال اهل بریتانیا است.
وی سابقه بازی در تیم ملی بانوان انگلیس را دارد.